# 井桁屋
井桁屋有限責任事業組合は、インターネットラジオの番組制作を手掛けるラジオ番組制作プロダクションである。企業形態は、有限責任事業組合 (LLP) 。

## 概要
番組制作はいわゆるアニラジに特化しており、ゲーム作品の音声製作やイベント制作も手掛ける。ベクター社に関連する案件を多数引き受けているが資本関係は特にない。

## 制作コンテンツ

### ラジオ番組
- いつでもいっしょ!伊月ゆい・植田佳奈のMicMacれぃでぃお
- 金田まひる・倉田まりやのGalge.comラジオ
- 小山力也×広橋涼のあかね色に染まるラジオ

など

### 音声製作
- 攻速機戦LANDMASS
- 転生絵巻伝 三国ヒーローズ

など

## 所属スタッフ
うさうさディレクター
名前の由来は溺愛しているキャラクター、ミッフィーにちなむ。担当番組内では事ある毎にうさぎグッズを小道具として持ち込むなど、「うさぎ好き」として通っている。
まれに担当番組にゲストとして出演する事もあり、イベント開催時には、コスプレで登場した事がある。